# Egidius Schiffer
 (juin 2011).
Si vous disposez d'ouvrages ou d'articles de référence ou si vous connaissez des sites web de qualité traitant du thème abordé ici, merci de compléter l'article en donnant les références utiles à sa vérifiabilité et en les liant à la section « Notes et références ».
Pour les articles homonymes, voir Schiffer.
Egidius Schiffer, né en 1956 et mort le 22 juillet 2018 à Bochum, était un tueur en série allemand. Entre 1983 et 1990, il a assassiné cinq filles et femmes âgées entre 15 et 31 ans et abusa sexuellement trois d’entre elles.

## Série de meurtres
Le premier meurtre commis par Schiffer s’est produit en juillet 1983 à proximité d’Alsdorf. Marion Gerecht, 18 ans, monte dans la voiture du meurtrier alors qu’elle attend à un arrêt d’autobus. Schiffer l'étrangle, la déshabille et jette son corps dans une forêt sans commettre de viol.
En février 1984, Schiffer attaque Andrea Wernicke, 15 ans, à proximité de Würselen, alors qu’elle rentre chez elle après une soirée en discothèque. Il la viole, la tue et abandonne son corps sur la route.
Le 31 août 1984, Angelika Sehl, 17 ans, rentre elle aussi chez elle en sortant d'une discothèque, près de Geilenkirchen. Elle monte dans la voiture de Schiffer. Le corps de la jeune femme, seulement vêtue de ses sous-vêtements et de ses bas, est découvert dans une petite forêt.
En octobre 1987, Marion Lauven 18 ans, est kidnappée, violée et tuée à Aix-la-Chapelle. Le tueur confesse l’avoir embarquée à un arrêt d’autobus. Schiffer conduit avec sa victime morte à l’arrière durant une heure avant de trouver une place où la laisser, recouvrant le corps de feuilles.
Le 16 juin 1990, Sabine Neumann disparait à Niederkrüchten sur le chemin entre une discothèque et son domicile. Schiffer a enlevé la femme de 31 ans avant de la violer et de l’étrangler à mort à bord de sa Mercedes. On retrouve son squelette dans une forêt montagneuse de Spaziergänger.

## Arrestation et condamnation
En août 2007, Schiffer est surpris et arrêté à Heisberg alors qu’il vole de la ferraille. Le relevé d'ADN le relie aux meurtres. Il confesse alors les cinq crimes. 
Il est condamné à la prison à vie à deux reprises le 19 août 2008, soit 18 ans après son dernier meurtre, par la cour régionale d’Aix-la-Chapelle pour les cinq meurtres et trois viols.
Il meurt électrocuté dans la nuit du 21 au 22 juillet 2018 dans sa cellule de la prison de Bochum, à la suite d'un jeu auto-sexuel.